# 維爾利亞 (別廖茲諾區)
50°51′50″N 26°57′41″E / 50.86389°N 26.96139°E
維爾利亞（烏克蘭語：Вілля），是烏克蘭西北部的村莊，隸屬里夫內州的里夫內區。該村始建於1720年，面積0.46平方公里，海拔高度169米，2001年人口65，人口密度每平方公里141.3人。